# 中华人民共和国公安部出入境管理局
公安部出入境管理局，即公安部六局，简称出入境，是已于2018年初撤销的中华人民共和国公安部内设职能局，主管全国的出入境管理工作。出入境管理局主要由中国内地省级（省、自治区、直辖市）公安机关出入境管理部门，公安部垂直领导的出入境边防检查总站（北京、天津、上海、广州、深圳、厦门、珠海、汕头和海口共九个总站）及省、自治区、直辖市公安边防总队的边防检查工作所组成。

## 机构设置与职责分工
中华人民共和国公安部管理的国家移民管理局加挂出入境管理局牌子，主管全国的中国公民出入国（境）服务管理工作。各省、自治区、直辖市公安厅、局的国家移民管理局加挂出入境管理局（处）牌子，负责本地区的中国公民出入国（境）服务管理工作；绝大多数的地市和工作量大、工作任务比较重的县级公安机关也成立了出入境管理专门机构，具体执行出入境管理的各项工作任务。地方各级公安机关出入境管理部门在业务上接受上级公安机关出入境管理部门的指导，同时接受同级公安机关的领导。国家在全国对外开放的口岸设立边防检查站，执行出入境边防检查任务。目前，北京、天津、上海、广州、深圳、珠海、厦门、海口、汕头9个城市成立了出入境边防检查总站，由公安部垂直领导。 
- 中华人民共和国出入境管理局的职责是：研究拟定出入境管理政策，组织、指导和监督外国人和中国公民出入境管理，查处违反出入境管理法律、法规的行为；负责出入境边防检查工作；管理国籍和口岸签证事务；承办对外国人开放地区的审核报批、公布工作。

- 省、自治区公安机关出入境管理部门的职责是：对本省、自治区范围内的公安出入境管理工作进行规划、组织、指导、监督，认真贯彻执行公安部的出入境管理工作部署，按照中央事权的要求抓好各项工作的落实，同时组织指挥对出入境违法犯罪案件的查处，承担签发出国境证件、因私出入境中介机构审批和管理等工作。
- 直辖市、地（市）公安机关出入境管理部门的职责是：承担各类出入境证件受理、审批，查处出入境违法犯罪活动等各项出入境管理工作，同时负责对县（市、区）公安局（分局）的业务指导。

## 梅沙系统
“梅沙”系统是全国边防检查工作第四代综合管理系统。由于其研发主要集中在深圳边检总站梅沙基地，所以被以“梅沙”命名。目前，该系统已陆续在全国主要出入境口岸进行安装使用。